# Ни кому ни кабельность
Ни кому ни кабельность — концертный альбом рок-группы Nautilus Pompilius. В альбом вошли концертные записи 1987—1988 годов, в том числе оригинал записи первого Новосибирского рок-фестиваля 11 апреля 1987, известный в народе как «НАУсибирск». Альбом издан в ноябре 1994 года.

## Концепция альбома
Альбом представляет цикл произведений, исполненных группой в 1987—1988 годах и в альбом вошли в основном концертные записи. И хотя выбор композиций на первый взгляд кажется произвольным, он не является таковым. Альбом составлен И. Кормильцевым, автором большинства текстов песен данного альбома. Он составил альбом так, что большинство композиций уже входили ранее (в другой последовательности) в другие альбомы. Структура альбома противопоставляет две части — «Энск» (как общее провинциальное пространство) и «Столицы». Это, а также сама обложка альбома составляют основной мотив альбома — одиночества и отгороженности от общения.

## Песни
На второй части альбома  представлены три оригинальные композиции, не изданные в других релизах группы — «Песня в защиту мужчин», «Никомуникабельность» и «Все, кто нёс».
Кандидат филологических наук Елена Исаева, доцент кафедры теории и истории литературы Елецкого государственного университета в своей статье об Альбоме «Ни кому ни кабельность» отметила: «"Песня в защиту мужчин" (текст А. Могилевского) и "Песня в защиту женщин" (текст В. Бутусова) продолжают темы войны и некоммуникабельности, заданные в произведениях первой части. Образ женщин инверсирован, это скорее амазонки-воительницы, а не мирные хранительницы очага».
«Никомуникабельность» — монолог-размышление лирического субъекта, недоумевающего по поводу невозможности общения с самим собой. Что это? Авторская ирония? Лирический герой (ЛГ) жаждет общения с самим собой. При этом он звонит себе по телефону. И расстраивается, что не может поговорить. Почему ЛГ звонит именно себе, а не кому-то ещё? Вероятно, общение с иными собеседниками он считает априори невозможным. Получается, что потребность героя в общении никогда не будет реализована, поскольку абонент всегда будет «занят». И в сильной позиции текста — приговор. Поскольку предшествующая композиция альбома «Я хочу быть с тобой», то «Никомуникабельность» воспринимается как естественное продолжение попыток несостоявшегося самоубийцы вступить в контакт с самим собой, что оказывается невозможным. В 1993 году на кавер песни «Наутилуса» «Летучий фрегат» из альбома «Переезд» (1983) «Настя» сняла клип, в начале которого звучит трек «Никомуникабельность».
Песня «Все, кто нёс» написана в 1985 году для альбома, который должен был быть выпущенным после альбома «Невидимка», но так и не вышел. Песня исполнялась только на концертах. Песня впервые исполнена на первом концерте «Наутилус Помпилиус» в городе Челябинске. В конце ноября 1985 года была предпринята попытка доделать запись «пост-невидимовского» альбома, в который бы вошла эта песня. Бутусов никак не мог придумать к ней гитарную партию, но многие посчитали, что она вообще не нужна. В конце концов песню, а вместе с ней и альбом, доделали без Славы, пока он спал. Проснувшись, он разозлился не на шутку, — и всё это вылилось в ссору со звукооператорами группы.
Вячеслав Бутусов: 

Я, в принципе, очень далёк от какой-то сатиры, меня всегда тянуло к высоким мотивам, идеальным образам. Кого-то оплакивать, жаловаться, брюзжать — это не достойно. Сейчас я смотрю на такие песни, как «Все, кто нёс», с удивлением. Когда читаю тексты и пытаюсь их осознать, я всё равно подхожу к ним предвзято. Но иногда бывают такие моменты, когда я вдруг перестаю смотреть на них как на привычные вещи. И тогда начинаю понимать, что, например, эта строчка неплохо удалась или это в целом неплохой текст. Но пытаюсь их анализировать, и никакому анализу это не поддаётся.
12 сентября 1987 года группа включила песню в выступление на фестивале «Подольск-87», а в 2012 году лейбл «Геометрия» выпустил одноимённые бокс-сеты с записью выступлений на фестивале, Наулилус вошёл в DVD и CD №3.
Группа также исполнила песню «Все, кто нёс» на концерте памяти Виктора Цоя, прошедшего 20 июня 1992 года в Лужниках.
В "ЭНСК" не вошли песни "Отход на север" и "Новые легионы", которые также исполнялись на концерте.

## Список композиций
Авторы всех песен: В. Бутусов — И. Кормильцев (кроме отдельно оговоренных случаев)

Disk 1. Энск
Новосибирск (11.04.1987 «Наусибирск»)
1. Разлука (народная)
2. Мальчик-зима (В. Бутусов — Д. Умецкий)
3. Князь тишины (В. Бутусов — Э. Ади)
4. Казанова (В. Бутусов, А. Могилевский - И. Кормильцев)
5. Эта музыка будет вечной
6. Взгляд с экрана
7. Рвать ткань
8. Наша семья
9. Буги с косой (В. Бутусов — Д. Умецкий)
10. Шар цвета хаки (В. Бутусов)
11. Скованные одной цепью (В. Бутусов, А. Могилевский - И. Кормильцев)
12. Последнее письмо (В. Бутусов — В. Бутусов, Д. Умецкий)

Disk 2. Столицы
1. Разлука (инструментал) ................................................................... Ленинград (9-14.10.1988 концерт в БКЗ Октябрьский)
2. Синоптики (В. Бутусов)......................................................... Москва (5-6.08.1988 концерт в ГЦКЗ (фанатское название «Яблоки»)
3. Песня в защиту мужчин (А. Могилевский — В. Бутусов)... Свердловск (29-31.05.1987 «2-й Фестиваль свердловского рок-клуба»)
4. Новые легионы (Песня в защиту женщин) (В. Бутусов).... Ленинград (5.04.1987 концерт в ЛДМ (фанатское название «Взлет»)
5. Хлоп-хлоп (В. Бутусов)......................................................... Москва (5-6.08.1988 концерт в ГЦКЗ (фанатское название «Яблоки»)
6. Стриптиз (В. Бутусов, А. Могилевский - И. Кормильцев) ................................................................................ Ленинград (9-14.10.1988 концерт в БКЗ Октябрьский)
7. Доктор твоего тела............................................................... Москва (5-6.08.1988 концерт в ГЦКЗ (фанатское название «Яблоки»)
8. Бриллиантовые дороги........................................................ Москва (5-6.08.1988 концерт в ГЦКЗ (фанатское название «Яблоки»)
9. Я хочу быть с тобой (В. Бутусов, А. Могилевский - И. Кормильцев)............................................................. Свердловск (студийная запись 1987 года, возможно демо альбома «Князь тишины»)
10. Никомуникабельность......................................................... Свердловск (29-31.05.1987 «2-й Фестиваль свердловского рок-клуба»)
11. Все, кто нёс (В. Бутусов)..................................................... Ленинград (9-14.10.1988 концерт в БКЗ Октябрьский)

## Музыканты
- Вячеслав Бутусов — вокал, гитара
- Виктор Комаров — клавишные, ритм-бокс
- Алексей Могилевский — саксофон, вокал, клавишные
- Алексей Хоменко — клавишные

диск «Энск»:
- Дмитрий Умецкий — бас-гитара, вокал
- Альберт Потапкин — ударные

диск «Столицы»:
- Владимир Назимов — ударные
- Виктор Алавацкий — бас-гитара
- Игорь «Егор» Белкин — гитара

## Критика
Кандидат филологических наук Елена Исаева дала следующую рецензию:
«В альбоме часты местоимения «я», «мы», имплицитно воплощаются образы противников. В изображенном пространстве происходит постоянное противостояние Лирического героя и их, «синоптиков», «мясников», «семьи». В цикле «Ни кому ни кабельность» создан образ мира, в котором разрушены контакты между людьми, находящимися в состоянии войны, противостояния. Соединяя произведения, вошедшие в концерты 1987-1988 годов в единый цикл, Илья Кормильцев отдавал предпочтение тем, которые служили воплощению определенной концепции, заявленной в названии альбома. Пространственно-временной континуум, повторяющиеся мотивы, циклизация альбома поэтом группы позволяет рассматривать его как концептуальное явление в творчестве Nautilus pompilius».